# Saint-Sulpice-de-Ruffec
Cet article concerne Saint-Sulpice près de Ruffec. Pour l'autre commune du même nom dans le département, voir Saint-Sulpice-de-Cognac.
Pour les articles homonymes, voir Saint-Sulpice.
Saint-Sulpice-de-Ruffec est une commune du Sud-Ouest de la France, située dans le département de la Charente (région Nouvelle-Aquitaine).
C'est la commune de la Charente la moins peuplée.

## Géographie

### Localisation et accès
Saint-Sulpice-de-Ruffec est une petite commune du Nord Charente située à 14 km au sud-est de Ruffec et 35 km au nord d'Angoulême, sur la rive gauche de la Charente.
Le bourg de Saint-Sulpice, minuscule groupement de maisons ne comprenant que la mairie et l'église dominant la vallée de la Tiarde, est aussi à 6 km au nord-est d'Aunac, 9 km au sud-ouest de Champagne-Mouton, 13 km au nord-est de Mansle, 13 km au nord-ouest de Saint-Claud et 29 km à l'ouest de Confolens.
La seule route de communication de la commune est la D102, route d'Aunac à Champagne-Mouton, qui passe au pied du bourg et longe la vallée.

### Hameaux et lieux-dits
Parmi les hameaux, on trouve : le Roule, à la limite de la commune de Couture et hameau plus important que le bourg ; les Fantins, près de la route de Champagne-Mouton ; Chez Chenon, au sud du bourg ; les Raffoux, près de la Tiarde ; Chez Bahuet, etc..

### Communes limitrophes
| - OpenStreetMap Limite communale. |

|         | Saint-Gourson           | Chassiecq             |
| Couture | Saint-Sulpice-de-Ruffec | Beaulieu-sur-Sonnette |
|         | Ventouse                |                       |

### Géologie et relief
Géologiquement, la commune est dans le calcaire du Jurassique du Bassin aquitain, comme tout le Nord-Charente. Plus particulièrement, le Bathonien occupe la partie centrale de la surface communale. Le reste des plateaux est couvert par des altérites sous forme d'argile à silex du Cénozoïque. On trouve aussi une petite zone d'argile à pisolithes de fer au nord de la commune, et une petite zone de sable à gravier argileux au Roule,,.
Hormis la vallée de la Tiarde, la commune est sur un plateau élevé. Son point culminant est à une altitude de 162 m, situé sur la limite orientale. Le point le plus bas est à 92 m, situé le long de la Tiarde sur la limite occidentale. Le bourg, sur le flanc sud de la vallée, est à 107 m d'altitude.

### Hydrographie

#### Réseau hydrographique

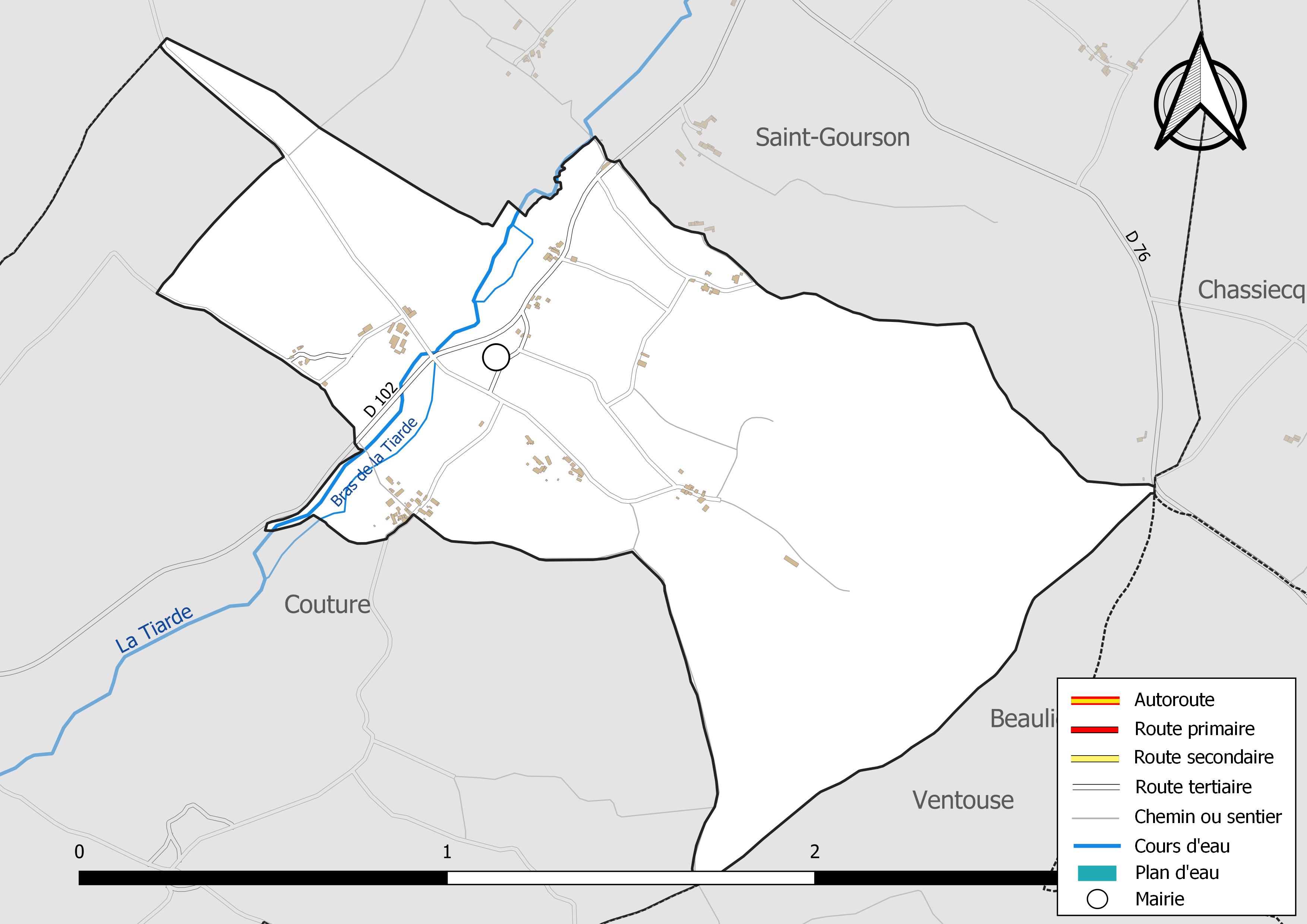
Réseaux hydrographique et routier de Saint-Sulpice-de-Ruffec.

La commune est située dans le bassin versant de la Charente au sein du Bassin Adour-Garonne. Elle est drainée par la Tiarde, qui constituent un réseau hydrographique de 2 km de longueur totale,.
Le nord-ouest de la commune est arrosé par la Tiarde, petit affluent du Son-Sonnette et sous-affluent de la Charente. Ce ruisseau coule vers le sud-ouest et passe au pied du bourg, construit sur sa rive gauche.
Le long de la Tiarde, on trouve quelques sources comme la Font Baret au pied du bourg et la Font Pinaud en amont sur la limite communale, ainsi qu'une exsurgence à l'est : le puits du Champ de Gachet, mais qui ne donne naissance à aucun ruisseau, de par la nature karstique du sol.

#### Gestion des eaux
Le territoire communal est couvert par le schéma d'aménagement et de gestion des eaux (SAGE) « Charente ». Ce document de planification, dont le territoire correspond au bassin de la Charente, d'une superficie de 9 300 km2, a été approuvé le 19 novembre 2019. La structure porteuse de l'élaboration et de la mise en œuvre est l'établissement public territorial de bassin Charente. Il définit sur son territoire les objectifs généraux d’utilisation, de mise en valeur et de protection quantitative et qualitative des ressources en eau superficielle et souterraine, en respect des objectifs de qualité définis dans le troisième SDAGE  du Bassin Adour-Garonne qui couvre la période 2022-2027, approuvé le 10 mars 2022.

### Climat
Comme dans les trois quarts sud et ouest du département, le climat est océanique aquitain.

## Urbanisme

### Typologie
Au 1er janvier 2024, Saint-Sulpice-de-Ruffec est catégorisée commune rurale à habitat très dispersé, selon la nouvelle grille communale de densité à 7 niveaux définie par l'Insee en 2022.
Elle est située hors unité urbaine et hors attraction des villes,.

### Occupation des sols
L'occupation des sols de la commune, telle qu'elle ressort de la base de données européenne d’occupation biophysique des sols Corine Land Cover (CLC), est marquée par l'importance des territoires agricoles (62,6 % en 2018), une proportion sensiblement équivalente à celle de 1990 (62,3 %). La répartition détaillée en 2018 est la suivante : 
prairies (45,4 %), forêts (37,4 %), zones agricoles hétérogènes (14,4 %), terres arables (2,8 %). L'évolution de l’occupation des sols de la commune et de ses infrastructures peut être observée sur les différentes représentations cartographiques du territoire : la carte de Cassini (XVIIIe siècle), la carte d'état-major (1820-1866) et les cartes ou photos aériennes de l'IGN pour la période actuelle (1950 à aujourd'hui).

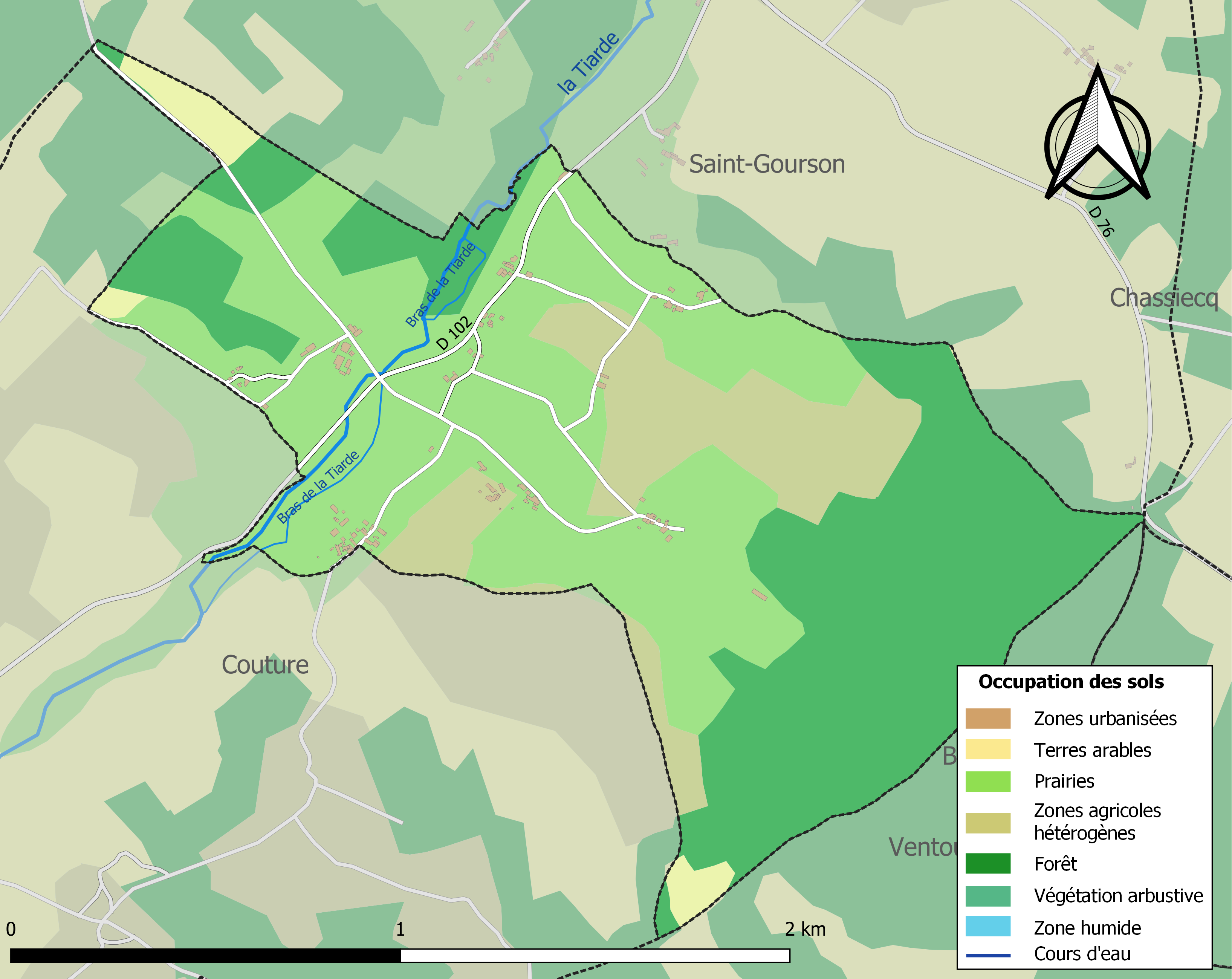
Carte des infrastructures et de l'occupation des sols de la commune en 2018 (CLC).

### Risques majeurs
Le territoire de la commune de Saint-Sulpice-de-Ruffec est vulnérable à différents aléas naturels : météorologiques (tempête, orage, neige, grand froid, canicule ou sécheresse) et séisme (sismicité modérée). Un site publié par le BRGM permet d'évaluer simplement et rapidement les risques d'un bien localisé soit par son adresse soit par le numéro de sa parcelle.

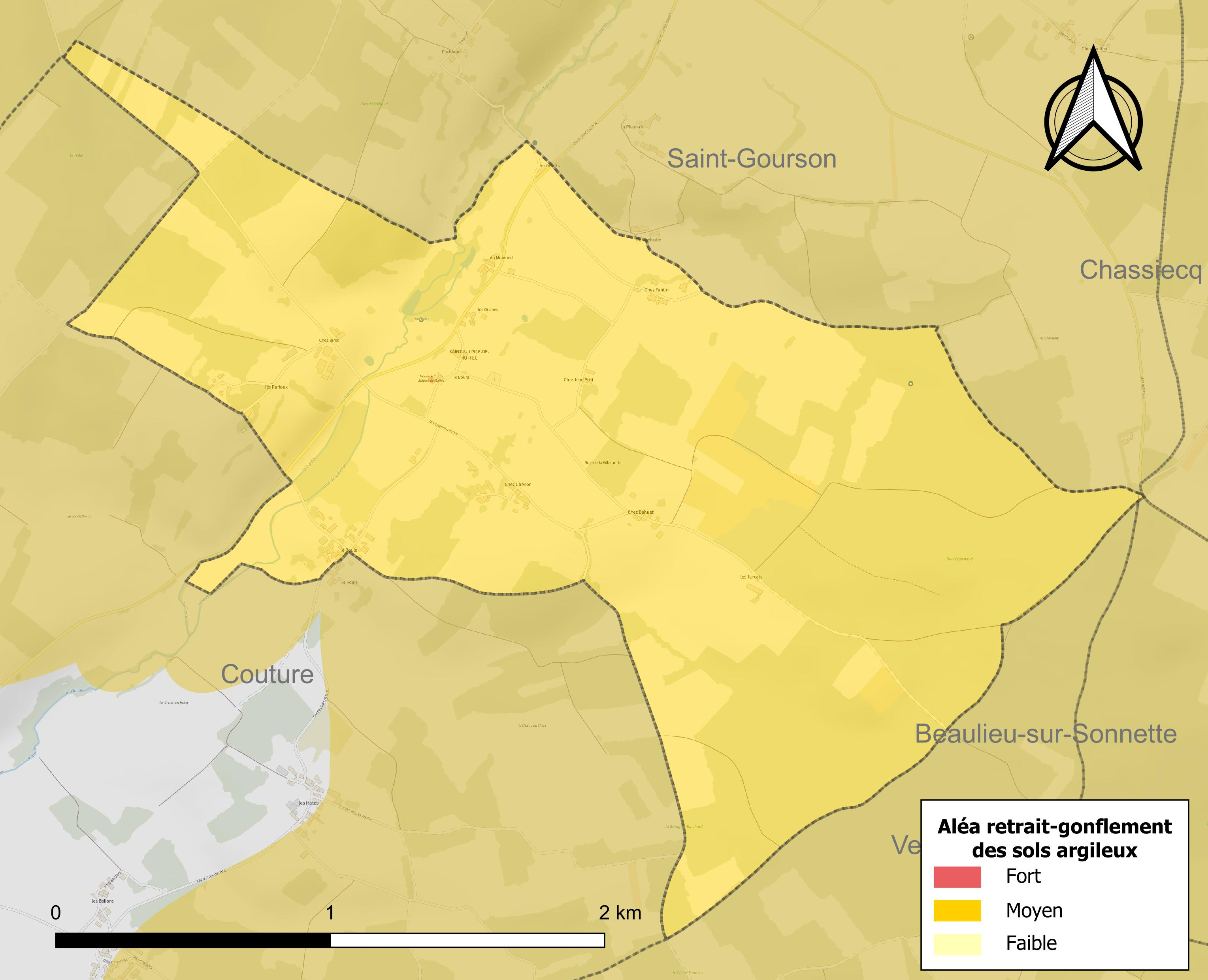
Carte des zones d'aléa retrait-gonflement des sols argileux de Saint-Sulpice-de-Ruffec.

Le retrait-gonflement des sols argileux est susceptible d'engendrer des dommages importants aux bâtiments en cas d’alternance de périodes de sécheresse et de pluie. La totalité de la commune est en aléa moyen ou fort (67,4 % au niveau départemental et 48,5 % au niveau national). Sur les 39 bâtiments dénombrés sur la commune en 2019, 39 sont en aléa moyen ou fort, soit 100 %, à comparer aux 81 % au niveau départemental et 54 % au niveau national. Une cartographie de l'exposition du territoire national au retrait gonflement des sols argileux est disponible sur le site du BRGM,.
Par ailleurs, afin de mieux appréhender le risque d’affaissement de terrain, l'inventaire national des cavités souterraines permet de localiser celles situées sur la commune.
La commune a été reconnue en état de catastrophe naturelle au titre des dommages causés par les inondations et coulées de boue survenues en 1982, 1983 et 1999. Concernant les mouvements de terrains, la commune a été reconnue en état de catastrophe naturelle au titre des dommages causés par la sécheresse en 2005 et par des mouvements de terrain en 1999.

## Toponymie
Le nom est attesté sous la forme ancienne en latin Sanctus Sulpicius de Culturis (Saint-Sulpice des Cultures ; forme non datée, Moyen Âge).
Saint Sulpice était évêque de Bourges au VIIe siècle,.

## Histoire
L'église a été construite vers 1050 et offerte au prieuré de Saint-Claud.
Au début du XXe siècle, on pouvait encore voir au bourg un magnifique bouleau, arbre de la liberté.

## Politique et administration

### Liste des maires

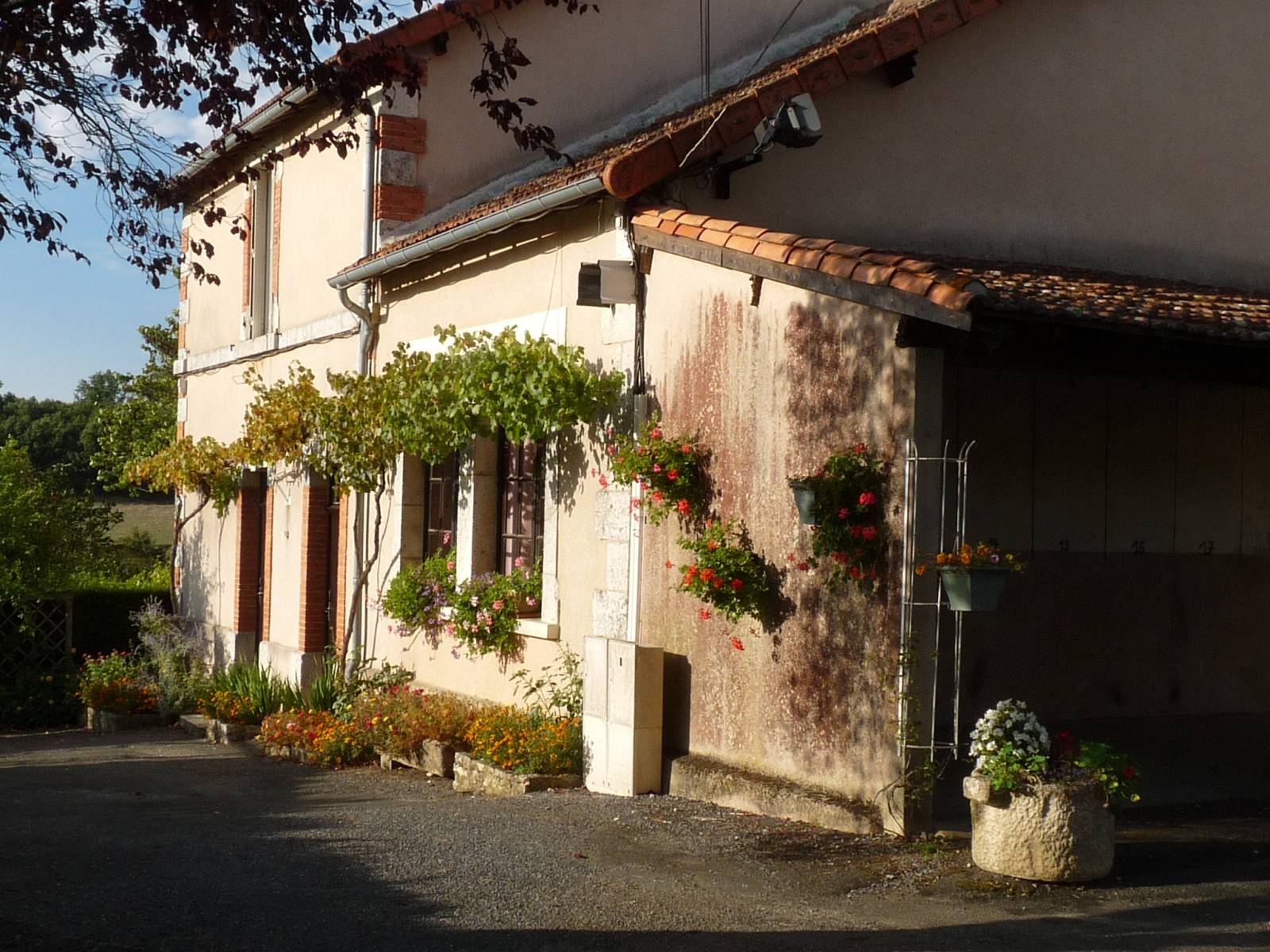
La mairie.

La commune vote en majorité pour la LFI. Le maire depuis 2014 Geoffroy Dudouit adhère par ailleurs à ce parti.
| Période                                  | Période  | Identité         | Étiquette | Qualité                   |
| ---------------------------------------- | -------- | ---------------- | --------- | ------------------------- |
| Les données manquantes sont à compléter. |          |                  |           |                           |
| 1983                                     | 2014     | Lucien Schmitzer | SE        | Commerçant non sédentaire |
| 6 avril 2014                             | En cours | Geoffroy Dudouit | LFI       | Chanteur et chef de chœur |

## Démographie

### Évolution démographique
L'évolution du nombre d'habitants est connue à travers les recensements de la population effectués dans la commune depuis 1793. Pour les communes de moins de 10 000 habitants, une enquête de recensement portant sur toute la population est réalisée tous les cinq ans, les populations de référence des années intermédiaires étant quant à elles estimées par interpolation ou extrapolation. Pour la commune, le premier recensement exhaustif entrant dans le cadre du nouveau dispositif a été réalisé en 2007.

En 2022, la commune comptait 41 habitants, en évolution de +32,26 % par rapport à 2016 (Charente : −0,48 %, France hors Mayotte : +2,11 %).
| 1793 | 1800 | 1806 | 1821 | 1831 | 1841 | 1846 | 1851 | 1856 |
| ---- | ---- | ---- | ---- | ---- | ---- | ---- | ---- | ---- |
| 175  | 152  | 193  | 206  | 252  | 282  | 242  | 240  | 210  |

| 1861 | 1866 | 1872 | 1876 | 1881 | 1886 | 1891 | 1896 | 1901 |
| ---- | ---- | ---- | ---- | ---- | ---- | ---- | ---- | ---- |
| 209  | 227  | 172  | 174  | 167  | 161  | 151  | 147  | 150  |

| 1906 | 1911 | 1921 | 1926 | 1931 | 1936 | 1946 | 1954 | 1962 |
| ---- | ---- | ---- | ---- | ---- | ---- | ---- | ---- | ---- |
| 145  | 141  | 121  | 107  | 95   | 107  | 90   | 102  | 90   |

| 1968 | 1975 | 1982 | 1990 | 1999 | 2006 | 2007 | 2012 | 2017 |
| ---- | ---- | ---- | ---- | ---- | ---- | ---- | ---- | ---- |
| 83   | 67   | 50   | 46   | 35   | 36   | 36   | 32   | 31   |

| 2022 | - | - | - | - | - | - | - | - |
| ---- | - | - | - | - | - | - | - | - |
| 41   | - | - | - | - | - | - | - | - |

D’après le recensement Insee de 2007, Saint-Sulpice-de-Ruffec compte 36 habitants (soit une augmentation de 3 % par rapport à 1999). La commune occupe le 36 218e rang au niveau national, alors qu'elle était au 36 181e en 1999, et le 404e au niveau départemental sur 404 communes.
Le maximum de la population a été atteint en 1841 avec 282 habitants.

### Pyramide des âges
La population de la commune est relativement âgée.
En 2018, le taux de personnes d'un âge inférieur à 30 ans s'élève à 9,7 %, soit en dessous de la moyenne départementale (30,2 %). À l'inverse, le taux de personnes d'âge supérieur à 60 ans est de 51,6 % la même année, alors qu'il est de 32,3 % au niveau départemental.
En 2018, la commune comptait 16 hommes pour 15 femmes, soit un taux de 51,61 % d'hommes, largement supérieur au taux départemental (48,41 %).
Les pyramides des âges de la commune et du département s'établissent comme suit.
| Hommes | Classe d’âge | Femmes |
| ------ | ------------ | ------ |
| 0,0    | 90 ou +      | 0,0    |
| 6,3    | 75-89 ans    | 20,0   |
| 37,5   | 60-74 ans    | 40,0   |
| 25,0   | 45-59 ans    | 20,0   |
| 18,8   | 30-44 ans    | 13,3   |
| 6,3    | 15-29 ans    | 6,7    |
| 6,3    | 0-14 ans     | 0,0    |

| Hommes | Classe d’âge | Femmes |
| ------ | ------------ | ------ |
| 1      | 90 ou +      | 2,7    |
| 9,2    | 75-89 ans    | 12     |
| 20,6   | 60-74 ans    | 21,3   |
| 20,7   | 45-59 ans    | 20,3   |
| 16,8   | 30-44 ans    | 16     |
| 15,6   | 15-29 ans    | 13,4   |
| 16,1   | 0-14 ans     | 14,3   |

## Économie

### Agriculture
- Élevage d'alpagas, pour la laine[31].
- Élevage caprin.

## Équipements, services et vie locale
Les services les plus proches sont à Champagne-Mouton et Ruffec.

## Lieux et monuments

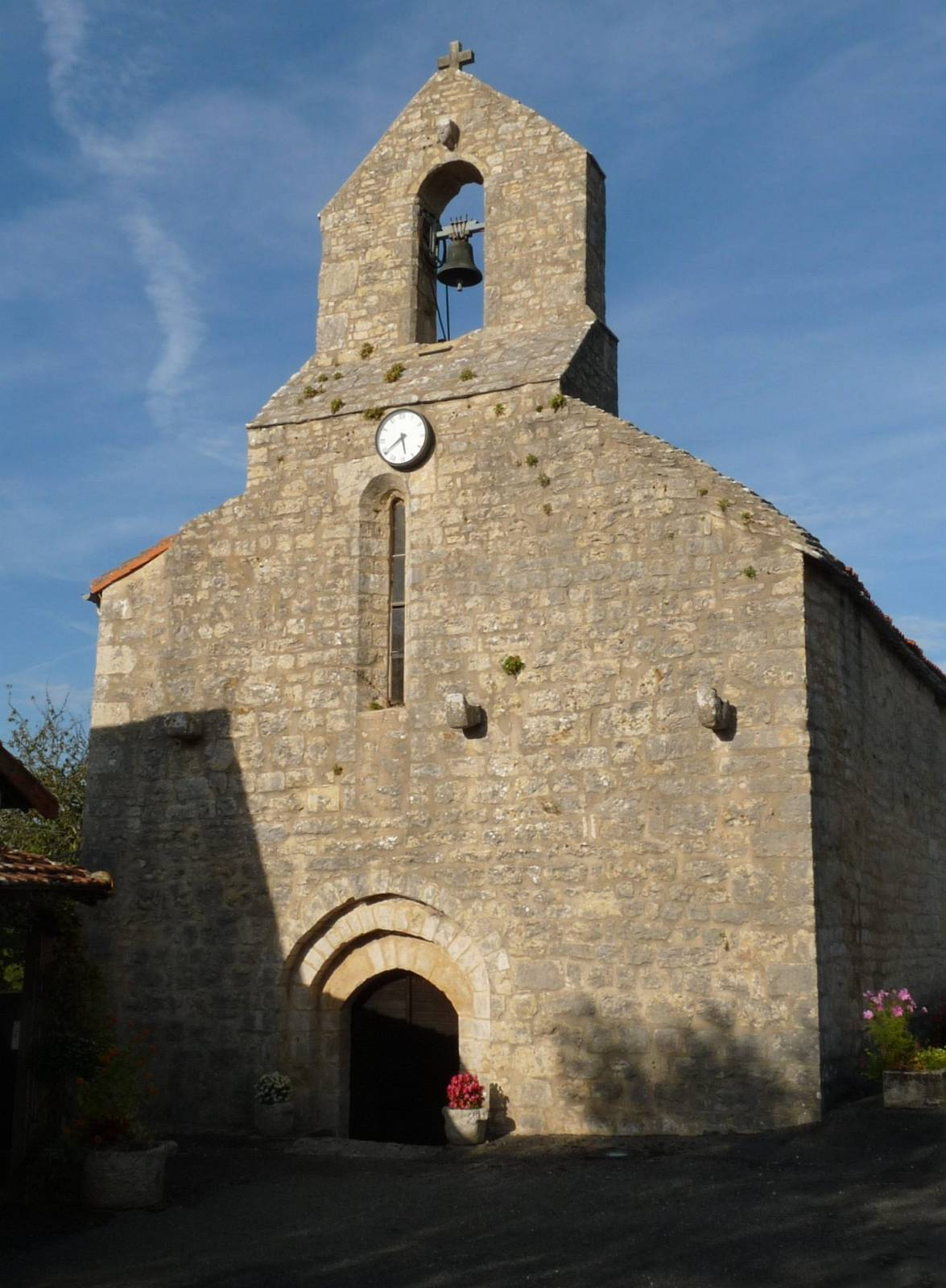
L'église Saint-Sulpice.

L'église paroissiale Saint-Sulpice occupe le centre du minuscule bourg. Elle date du XIe siècle et elle est inscrite monument historique depuis 1950,.